# Stazione meteorologica di Moliterno
La stazione meteorologica di Moliterno è la stazione meteorologica di riferimento relativa alla località di Moliterno.

## Coordinate geografiche
La stazione meteorologica è situata nell'Italia meridionale, in Basilicata, in provincia di Potenza, nel comune di Moliterno, a 879 metri s.l.m. e alle coordinate geografiche 40°14′N 15°52′E.

## Dati climatologici
Secondo i dati medi del trentennio 1961-1990, la temperatura media del mese più freddo, gennaio, si attesta a +3,9 °C, mentre quella del mese più caldo, agosto, è di +22,4 °C .
| Moliterno          | Mesi | Mesi | Mesi | Mesi | Mesi | Mesi | Mesi | Mesi | Mesi | Mesi | Mesi | Mesi | Stagioni | Stagioni | Stagioni | Stagioni | Anno |
| Moliterno          | Gen  | Feb  | Mar  | Apr  | Mag  | Giu  | Lug  | Ago  | Set  | Ott  | Nov  | Dic  | Inv      | Pri      | Est      | Aut      | Anno |
| ------------------ | ---- | ---- | ---- | ---- | ---- | ---- | ---- | ---- | ---- | ---- | ---- | ---- | -------- | -------- | -------- | -------- | ---- |
| T. max. media (°C) | 7,5  | 8,3  | 11,0 | 14,7 | 20,0 | 24,2 | 28,1 | 28,7 | 24,9 | 18,6 | 13,5 | 10,0 | 8,6      | 15,2     | 27,0     | 19,0     | 17,5 |
| T. min. media (°C) | 0,3  | 0,3  | 2,4  | 5,2  | 9,1  | 12,8 | 15,5 | 16,0 | 13,0 | 9,0  | 5,7  | 2,6  | 1,1      | 5,6      | 14,8     | 9,2      | 7,7  |